# Eugène Disdéri
Eugène Disdéri est un photographe français, né le 28 mars 1819 à Paris et mort le 4 octobre 1889 dans la même ville.
Il dépose le brevet de la photo carte de visite en 1854. Il met également au point un appareil photographique multi-objectifs qui permet de réaliser plusieurs poses simultanément sur un même négatif, lors d'une même séance de prise de vue. Par là-même, il réduit le coût de production de chaque photographie, qui peut donc devenir financièrement plus accessible. Il a ainsi contribué à l'essor de la photographie et l'a rendue plus populaire.

## Biographie

### Famille
Eugène Disdéri naît en 1819 à Paris, de Jean-André Disdéri et de son épouse Louise-Eugénie. Il est l'aîné d'une fratrie de sept enfants. En 1843, il épouse Geneviève Élisabeth Francart. Leurs deux premières petites filles meurent en bas âge.

### Débuts
Disdéri est d'abord commis-voyageur, fabricant de lingeries en 1844, et bonnetier à Paris. Après avoir fait faillite, il part pour Brest fin 1846 pour y ouvrir un établissement de photographies avec son épouse Élisabeth Francart-Disdéri, qui poursuit seule l'activité après leur séparation.
Après avoir occupé divers emplois, dont dans une entreprise de diorama, il est fiché comme républicain et quitte Brest pour le sud de la France, où il devient photographe à Nîmes. Il travaille alors sur les techniques du collodion et du papier ciré.

### Un studio à Paris
De retour à Paris en janvier 1854, il ouvre un des plus importants studios de photographie de l'époque. Il invente en effet un nouvel appareil photographique qui utilise la technique du collodion humide et qui peut reproduire six clichés sur la même plaque de verre. C'est le brevet du portrait-carte qu'il dépose en 1854, et dont les avantages sont la réduction du prix de la photographie pour les clients et la reproductibilité des portraits, à l'inverse du procédé du daguerréotype, plus coûteux et qui ne permet qu'un seul exemplaire. Avant lui, un autre photographe, Louis Dodéro, avait produit à Marseille des portraits photographiques au format dit carte-de-visite, mais c’est à Disdéri qu’on en doit le développement commercial à grande échelle.
Le portrait photographique entre alors dans l'ère industrielle et fonde son succès sur la représentation du statut social.

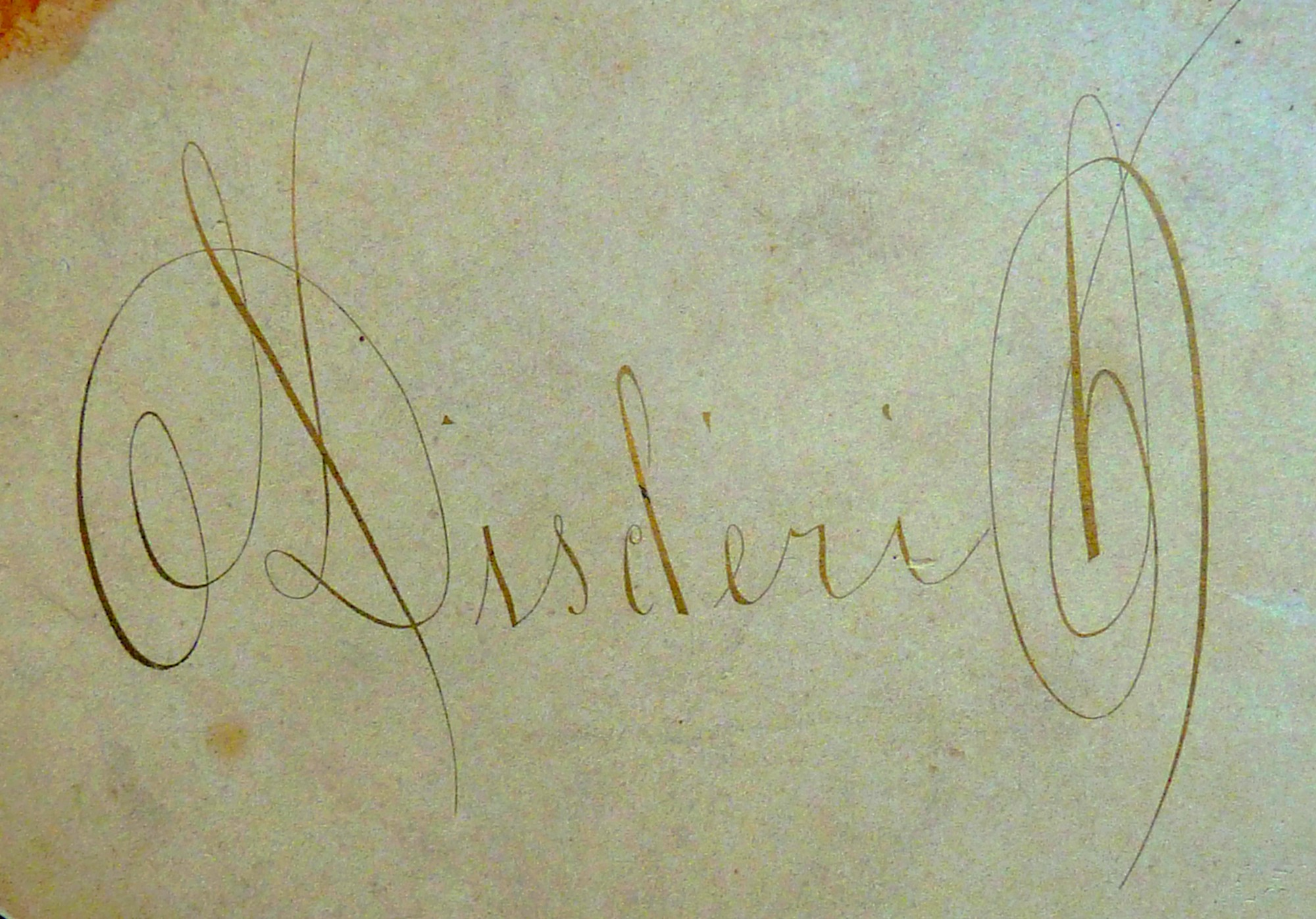
Signature manuscrite au dos d'une photo. Cette graphie est reprise en imprimerie sur certains dos de photo-carte de visite.

Les photographies obtenues par ce procédé ont un petit format assez proche de la carte de visite. Celles-ci deviennent assez vite à la mode, Disdéri devenant alors le photographe de nombreuses cours d'Europe. Parmi ses clients, on trouve : la princesse de Metternich, épouse de l'ambassadeur d'Autriche, Sosthène II de La Rochefoucauld, duc de Bisaccia, le baron Salomon de Rothschild (en), la comtesse de Hatzfeldt.

### Des portraits grandeur nature
Il est photographe officiel de l'Exposition universelle de 1855, et présente de très grands formats (portraits grandeur nature) à Amsterdam.
En 1856, une faillite personnelle et professionnelle le mène en prison. Cependant, il reparaît en 1859 avec un nouvel appareil à quatre objectifs qui lui permet de réaliser huit clichés sur la même plaque.
En cette même année 1859, la légende raconte que Napoléon III, au départ de sa campagne militaire vers l'Italie, se serait arrêté dans la boutique de Disdéri pour s'y faire tirer le portrait. La nouvelle de la venue de l'empereur se serait répandue dans tout Paris et l'engouement fut tel que nombre de studios ouvrirent et se mirent à pratiquer cette technique. Si l'itinéraire du cortège impérial de ce jour-là infirme la légende, Disdéri est cependant bel et bien reconnu photographe officiel de l'empereur, avec Mayer et Pierson, et son succès devient considérable. Il est vraisemblable qu'à ce moment-là, faisant partie du cortège, le grand ami de Napoléon III, le comte polonais Xavier Branicki s'est fait photographier. En 1860, il accompagne peut-être l'empereur à Alger : son catalogue Algérie de mars 1861 présente alors pas moins de deux cent cinquante-six photographies « algériennes » : « cartes-photos » ou « vues stéréoscopiques » dont plusieurs vues prises sur le vif de l'escadre impériale dans le port d'Alger et du débarquement de l'empereur.
Entre 1860 et 1862, il fournit les 128 portraits de la Galerie des contemporains publiée par Napoléon Chaix, avec des notices biographiques de Zacharias Dollingen. L'exposition internationale de Londres en 1862 indique dans son catalogue officiel, section française page 93, que M. Disderi possède un établissement principal boulevard des Italiens 49 à Paris puis une succursale pour la photographie équestre à Saint-Cloud et deux ateliers spéciaux pour l'amplification des épreuves dont un à Rueil-Malmaison et un autre à Toulon. La revue de Londres The Photographic News n° 255 du 24 juillet 1863, p. 349, mentionne que les agrandissements des épreuves ne sont pas effectués à Paris mais à Toulon où M. Disderi possède un établissement où la lumière pure et actinique a une grande importance pour les grandes surfaces de développement.

### L'Art de la photographie
En 1862, il publie L'Art de la photographie, où il entend prouver que la photographie relève de l'art.
Nadar serait bien mieux placé que lui pour mener à bien la démonstration, mais reconnaîtra l'habileté de son concurrent, concentrant ses critiques acerbes sur Pierre Petit, Mayer et Pierson. Disdéri obtient une médaille d'or à Londres où il tient une succursale, ainsi qu'à Madrid. Son luxueux atelier parisien se trouve alors juste au-dessus du théâtre de Robert-Houdin, au no 8 du boulevard des Italiens. Inauguré en grande pompe, on y trouvait notamment un véritable musée : « Le Louvre du portrait-carte » selon l'expression du Monde illustré du 14 avril 1860, « avec une collection de personnages et de simples personnes dont les originaux suffiraient à peupler une sous-préfecture de seconde classe ». Il est vrai que l'article rappelle aussi que, dans son premier salon, Disdéri avait d'abord gravé les noms de ses plus illustres clients et la date de leurs visites à ses ateliers : « On y voit à côté des noms de LL MM l'Empereur et l'Impératrice, ceux du Prince Impérial, du prince Jérôme, du prince Napoléon et de la princesse Clotilde, des princes et de la princesse Murat, etc. » À son apogée, Disdéri compte jusqu'à une centaine d'employés. Devenu riche, il fait construire une maison à Rueil-Malmaison, avenue Paul-Doumer, qui existe toujours.
Après l'écrasement de la Commune, il prend de nombreux clichés des corps des fusillés.

### Fin de vie
À partir de 1873, son activité décline et ne suffit plus à payer ses dépenses somptuaires. Les appartements puis l'atelier du 8, boulevard des Italiens sont repris par le photographe Émile Tourtin,,. En 1877, Disdéri est établi à Séville,. L'année suivante, il revend un fonds de photographie situé au 6, boulevard des Italiens à Hippolyte Délié, qui le cède deux ans plus tard, pour la somme de 60 000 francs, à Paul Vieux-Rochas, photographe, et Auguste Clément Bannel, ingénieur,. Disdéri part pour Nice en 1879, puis revient à Paris pour y mourir, complètement ruiné, le 4 octobre 1889 à l'hôpital Sainte-Anne, établissement réservé aux indigents, aux alcooliques et aux malades mentaux.
Il est inhumé le 6 octobre 1889 dans une tranchée (la 17e) de la 42e division du cimetière parisien de Bagneux, réservée aux inhumations gratuites.

## Un fonds de50 000références
Il laisse 91 albums, avec 12 000 planches et 50 000 références, miraculeusement récupérés par Maurice Levert, le fils d'un ancien préfet de l'Empire, dont les héritiers vendirent le fonds aux enchères le 28 janvier 1995 à Drouot Richelieu. La Bibliothèque nationale de France, le musée de l'Armée et la Réunion des musées nationaux, dont le musée d'Orsay, se portèrent acquéreurs d'un peu plus de la moitié des lots environ. Les autres lots furent achetés par quelques collectionneurs et des musées étrangers. La vente généra des prix élevés pour l'époque,.

Œuvres d'Eugène Disdéri
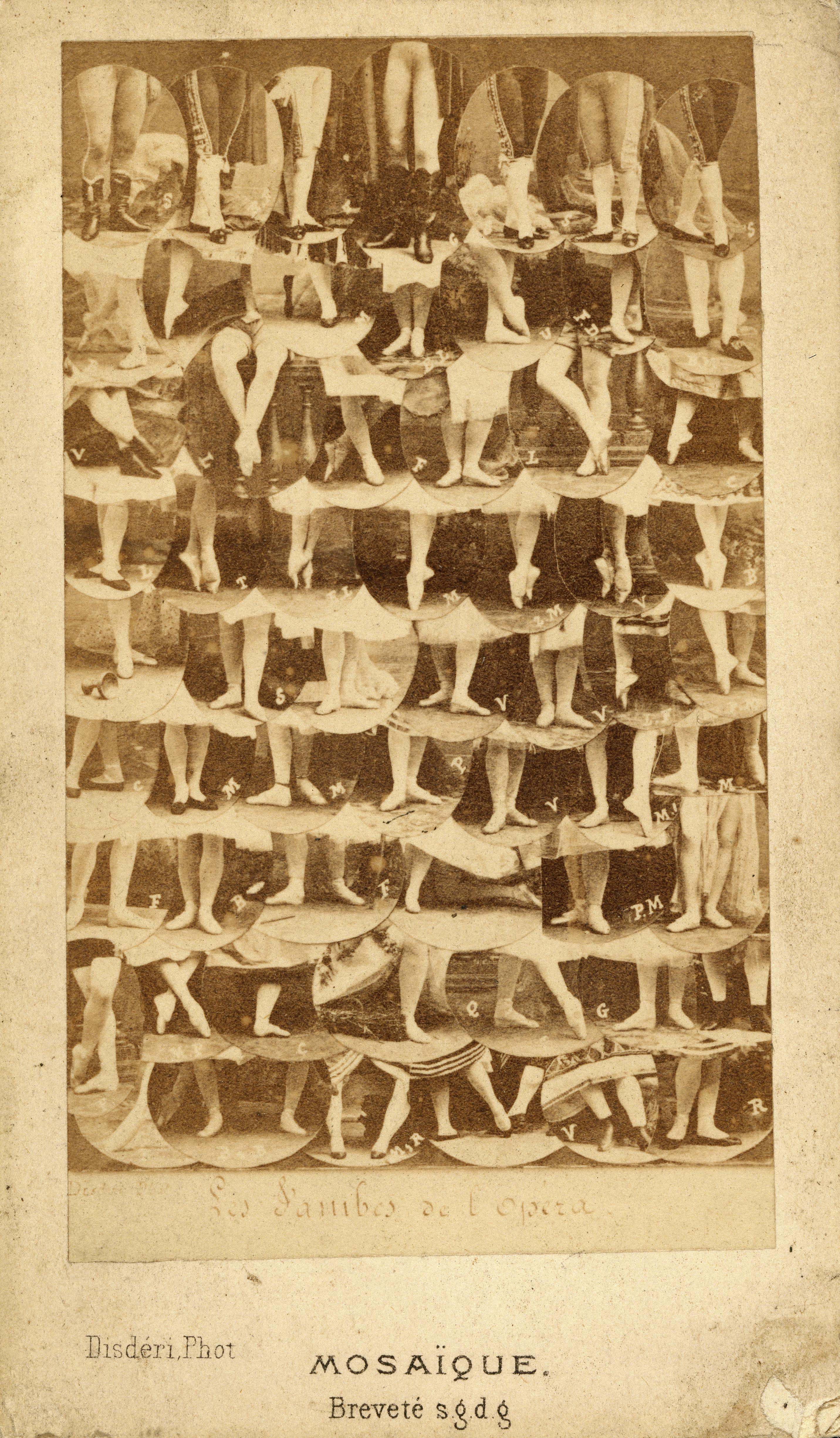
Les Jambes de l'opéra, Mosaïque, breveté s.d.g.d. (vers 1862), Los Angeles, Getty Center.
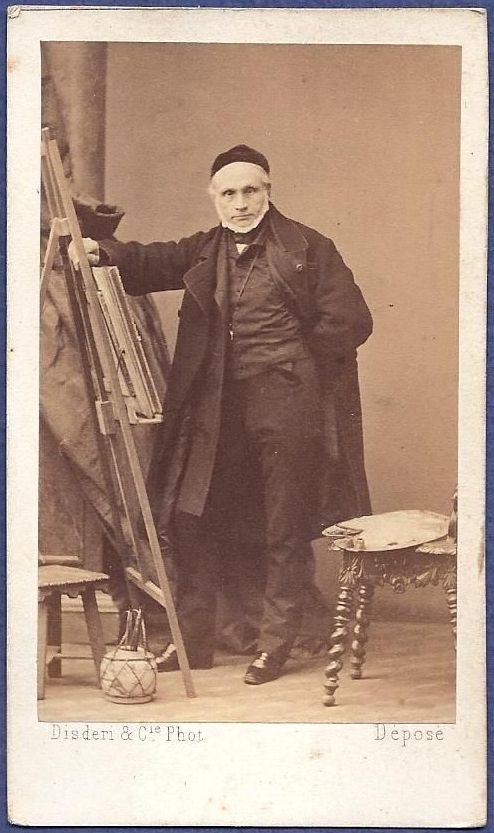
Le peintre Joseph-Nicolas Robert-Fleury, années 1860.
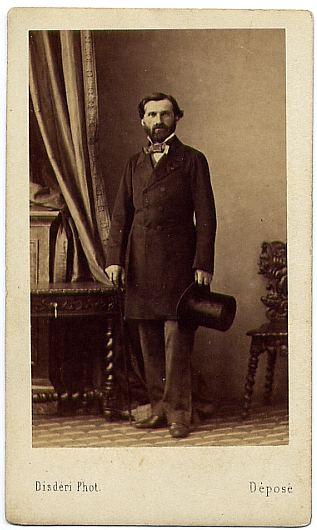
Portrait de Giuseppe Verdi, au format carte-de-visite. Paris, musée d'Orsay.
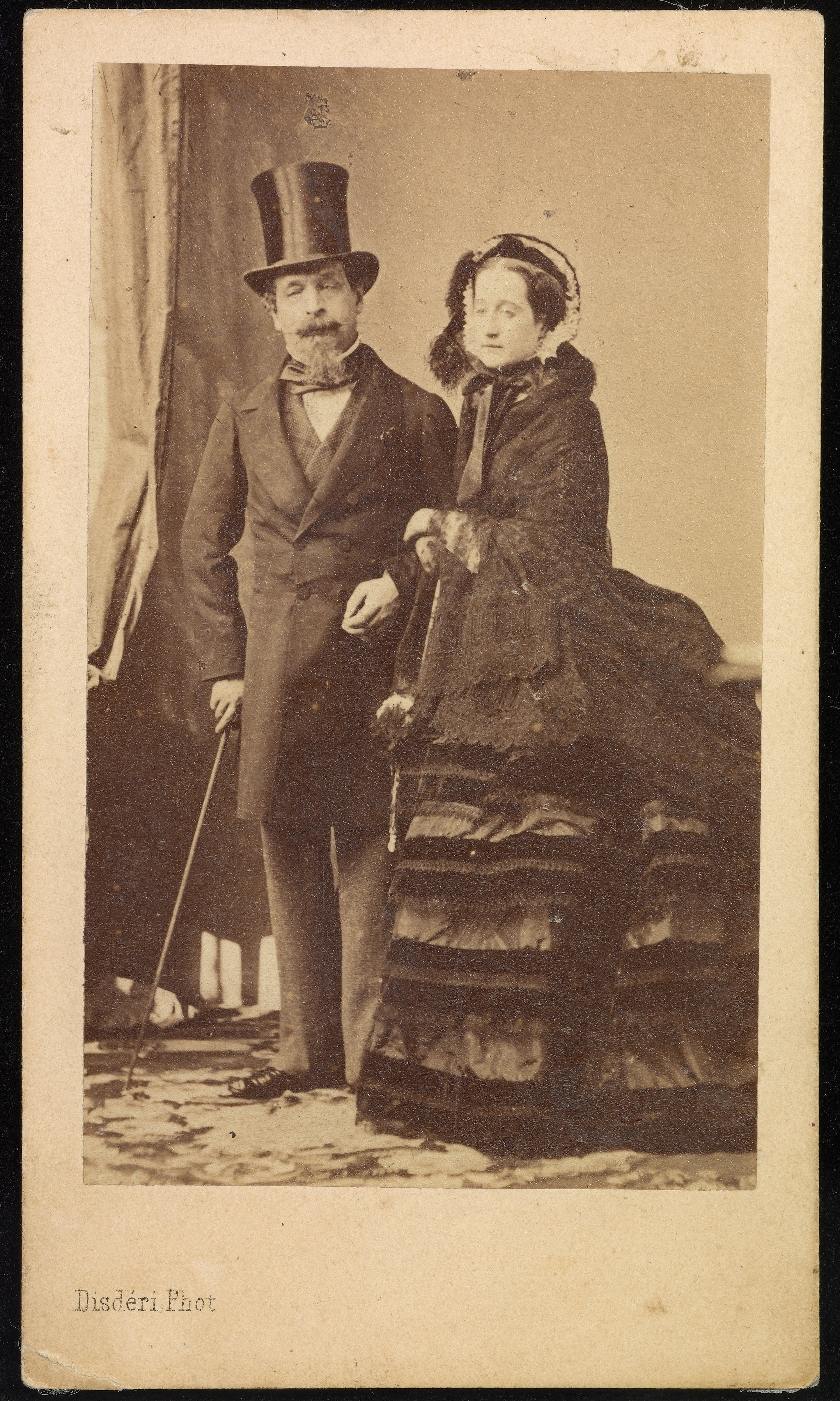
Napoléon III et Eugénie (vers 1870), Los Angeles, Getty Center.